# Lijst van loges in Brugge
Deze lijst van loges in Brugge betreft zowel nog bestaande als historische loges uit de vrijmetselarij en de para-maçonnerie.

## Vrijmetselarij

### Volgende slapende loge heeft nooit tot een obediëntie behoord
- … (1770-1771) - Franstalig

### Grande Loge Provinciale des Pays-Bas Autrichiens
- La Parfaite Égalité (1765-1774) of De Volmaekte Eenparigheid - Franstalig, bijeenkomsten bij de achtbare meester, Kuipersstraat.

### Grand Orient de France
Het G.O.d.F. telde vier, intussen verdwenen loges:
- nr. …: La Réunion des Amis du Nord (1803-1831) - Franstalig, vergaderingen Steenhouwersdijk
- nr. …: L'Espérance (1804-1804) (militaire loge) - Franstalig
- nr. …: L'Amitié (1805-1810) - Franstalig
- nr. …: La Réunion Désirée (Saint-Omèr) (1809-1814) (militaire loge) verplaatst naar Brugge (….) - Franstalig

### Grootoosten van België
Het G.O.B. telt drie actieve, een afgescheurde en drie verdwenen of slapende loges:
- nr. …: La Réunion des Amis du Nord (1803-1831/1837-1837) - Franstalig
- nr. …: La Tolérance (1840-1846) - Franstalig.
- nr. …: Les Vrais Amis Réunis (1846-1852) - Franstalig
- nr. 17: La Flandre (1881) (i.) - Frans- en Nederlandstalig, Beenhouwersstraat.
- nr. 81: Tanchelijn (1981) (i.) - Nederlandstalig, Beenhouwersstraat
- nr. 107: Het Vierde Punt (1991) (i.) - Nederlandstalig, Beenhouwerstraat.

### Belgische federatie Le Droit Humain
Het D.H. telt drie actieve symbolische loges:
- symbolische loge nr. 921: Aurore (1929) (i.) - Franstalig
- symbolische loge nr. 1336: Labyrint (1982) (i.) - Nederlandstalig
- symbolische loge nr. 1866: Pharos (2007) (i.) - Nederlandstalig

### Grootloge van België
De G.L.B. telt één actieve loge:
- nr. 49: Ulenspiegel (1989) (i.) - Nederlandstalig, Beenhouwersstraat

### Reguliere Grootloge van België
De R.G.L.B. telt twee actieve en één slapende loge:
- nr. 31: La Parfaite Egalité (1995) - Nederlandstalig - bijeenkomsten in hotel Van der Valk, Oostkamp.
- nr. 43: De Vier Ghecroonde (XXXX-XXXX) - Nederlandstalig, slapend, vervangen door La Parfaite Egalité.
- nr. 60: Ryckevelde Damme (2018) - Nederlandstalig - bijeenkomsten in kasteel Ryckevelde.

### Lithos
- nr. 20: Vàclav Havel (2015, gedeeltelijke afscheuring van Tanchelijn)

### SOT
De SOT telt één actieve loge:
- nr. 111: Abraxas - Nederlandstalig

## Para-Maçonnerie

### Theosofische Vereniging
De T.V. telt een slapende tak:
- Lotustak (XXXX-XXXX) - Nederlandstalig

### Lectorium Rosicrucianum
Het L.R. telt één actief lectorium:
- Lectorium Rosicrucianum Brugge (XXXX) (iii.) - …

### Belgische Martinistenorde
De BMO telt één actieve loge (officieel in oprichting, maar reeds actief sedert 27 augustus 2018)
- Loge S.U. Zanne

## Tempels
De werkplaatsen zijn o.m. terug te vinden op volgende adressen:
- Beenhouwerstraat 2 8000 Brugge
- Hotel Van der Valk Oostkamp
- Kasteel Ryckevelde, Sijsele